# Ростислав Юрійович
Ростисла́в Ю́рійович (?—1151) — князь новгородський (1138—1139, 1141—1142), переяславський (1149—1151), старший син суздальського князя Юрія Долгорукого.

## Біографія

### Князювання в Новгороді
Першу згадку про нього в літописі знаходимо під 1138 роком, коли він був покликаний на князювання новгородцями, що бажали мати дружні відносини з Юрієм Долгоруким, князем Суздальським. У Новгороді Ростислав пробув трохи більше року і пішов звідти в 1139 році, розсердившись на новгородців за те, що вони не захотіли надати допомогу Юрію Долгорукому в його боротьбі з Всеволодом Ольговичем.
У 1141 новгородці звернулися до Юрія Долгорукого, закликаючи його на князювання, але останній особисто їхати відмовився і вдруге послав до Новгорода Ростислава. Це князювання тривало менше року, бо в 1142 році новгородці, дізнавшись, що великий князь Всеволод Ольгович посилає до них княжити Святополка Мстиславича, спочатку увязнили Ростислава Юрійовича в єпископському будинку, а потім, після приїзду Святополка, відправили Ростислава до батька.

### Участь в батькових походах. Союз з Ізяславом
1147 року Ростислав спільно з братом Андрієм був посланий батьком, який перебував в цей час в союзі з князем Святославом Ольговичем Чернігівським, на допомогу останньому в боротьбі з Ізяславом Мстиславичем, великим князем київським. Вони розбили дружину союзника Ізяслава, рязанського князя Ростислава Ярославича і змусили останнього втекти до половців. У 1148 році Ростислав був посланий батьком в Південну Русь на допомогу Святославу Ольговичу, з тим, щоб завоювати собі уділ. Але, прийшовши на південь і переконавшись в тому, що справи Чернігівського князя йдуть погано, і що він хоче укласти з великим князем Ізяславом мир, Ростислав вважав за краще звернутися до останнього з клопотанням про уділ, заявивши, що батько його образив і не хотів дати йому волості. 
|  | Я прийшов сюди доручивши себе Богові та тобі, тому що ти старше всіх нас між онуками Володимира; хочу працювати за Руську землю і біля тебе їздити |

 Ізяслав відповідав йому: 
|  | Всіх нас старше батько твій, але він не вміє з нами жити; а мені дай Бог вас, брати свою всю і весь рід свій, мати в правду, як душу свою; якщо батько тобі волості не дав, так я тобі даю |

 І дав йому 6 міст на Волині: Божський, Меджибіжжя, Котельницю, Городець і ще два, невідомих по імені.
В одному з цих міст, а саме Городці був в тому ж році з'їзд князів, на якому було вирішено йти взимку 1149 року походом на князя Юрія Долгорукого, щоб покарати його за утиски, які він чинив новгородцям. У з'їзді брав участь і Ростислав Юрійович, але в похід великий князь його не взяв, а, повернувшись зі з'їзду до Києва, сказав йому: «А ти йди в Божській, пострези оттоле Русьския землі, і буди тамо, доки сходжу на батька твого, мир чи з ним візьму, або како з ним ся ні керуючи».

### Переяславське князювання
Після повернення Ізяслава з цього походу 1149 року бояри донесли йому, що нібито Ростислав Юрійович підмовляє проти великого князя киян і берендеїв і хоче захопити сім'ю і майно останнього. Ізяслав повірив доносу, незважаючи на заперечення Ростиславом своєї провини, закував його дружину і відправив його до батька, посадивши на барку з 4-ма отроками та відібравши у нього маєток. Ростислав Юрійович, з'явившись до батька в Суздаль, заявив йому, що вся Київська земля і чорні клобуки незадоволені Ізяславом і бажають мати своїм князем Юрія. Останній, страшно обурений ганебним вигнанням сина, почав похід проти Ізяслава, розбив його під Переяславом і вигнав з Києва. У Переяславі Юрій посадив князем Ростислава, де він і княжив до самої смерті.
У 1150 році Ростислав брав участь в новому поході батька свого проти Ізяслава Мстиславича, причому посилено протидіяв укладанню миру з останнім. Мир, однак, був укладений за наполяганням Андрія Боголюбського, причому, як відомо, Ізяслав відмовився від великокнязівського столу на користь свого дядька В'ячеслава. Коли, незабаром, Ізяслав знову порушив мир і захопив Київ, син його Мстислав захотів відібрати у Ростислава Юрійовича Переяславль. Однак, Ростислав, запросивши на допомогу брата Андрія і кочових торків, розбив і полонив союзників Мстислава — турпеїв, що змусило Мстислава відмовитися від думки взяти Переяславль.
Ростислав Юрійович помер в 1151 році, на Страсному тижні, рано вранці у Велику п'ятницю, і був похований братами Андрієм, Глібом і Мстиславом в церкві Св. Михайла в Переяславі, біля дядьків своїх Андрія і Святослава Володимировичів.

## Сім'я і діти
- Єфросинія Ростиславна — дружина рязанського князя Гліба Ростиславича.
- Мстислав Ростиславич Безокий (?—1178) — князь новгородський і ростовський.
- Ярополк Ростиславич — великий князь володимирський (1174—1175)